# Lathyrus macrostachys
Lathyrus macrostachys är en ärtväxtart som beskrevs av Julius Rudolph Theodor Vogel. Lathyrus macrostachys ingår i släktet vialer, och familjen ärtväxter. Inga underarter finns listade i Catalogue of Life.